# Джонсон, Чарльз (борец)
Чарльз Фритьоф «Чарли» Джонсон (англ. Charles Frithiof "Charley" Johnson; 31 января 1887, Гётеборг, Швеция — 17 сентября 1967, Лос-Анджелес, США) — американский борец вольного стиля, бронзовый призёр Олимпийских игр  

## Биография
Чарли Джонсон родился в Швеции, позднее эмигрировал вместе с семьёй в США. В США стал четырёхкратным чемпионом страны по версии Amateur Athletic Union
На Летних Олимпийских играх 1920 года в Антверпене боролся в весовой категории до 75 килограммов (средний вес). Борьба проходила по правилам Catch As Catch Can, напоминающим правила современной вольной борьбы. Схватка по регламенту турнира продолжалась 10 минут, финальные схватки три раунда по 10 минут. Турнир проводился по системе с выбыванием после поражения; выигравшие во всех схватках боролись в финале, проигравшие в полуфинале боролись за третье место. 
См: турнирную сетку
У борца была долгая спортивная карьера: свой первый титул чемпиона страны он завоевал в 1909 году, а закончил выступать в 1921 году.  
Умер в 1967 году. 